# Lathrecista asiatica
Lathrecista asiatica là loài chuồn chuồn trong họ Libellulidae. Loài này được Fabricius mô tả khoa học đầu tiên năm 1798.

## Hình ảnh

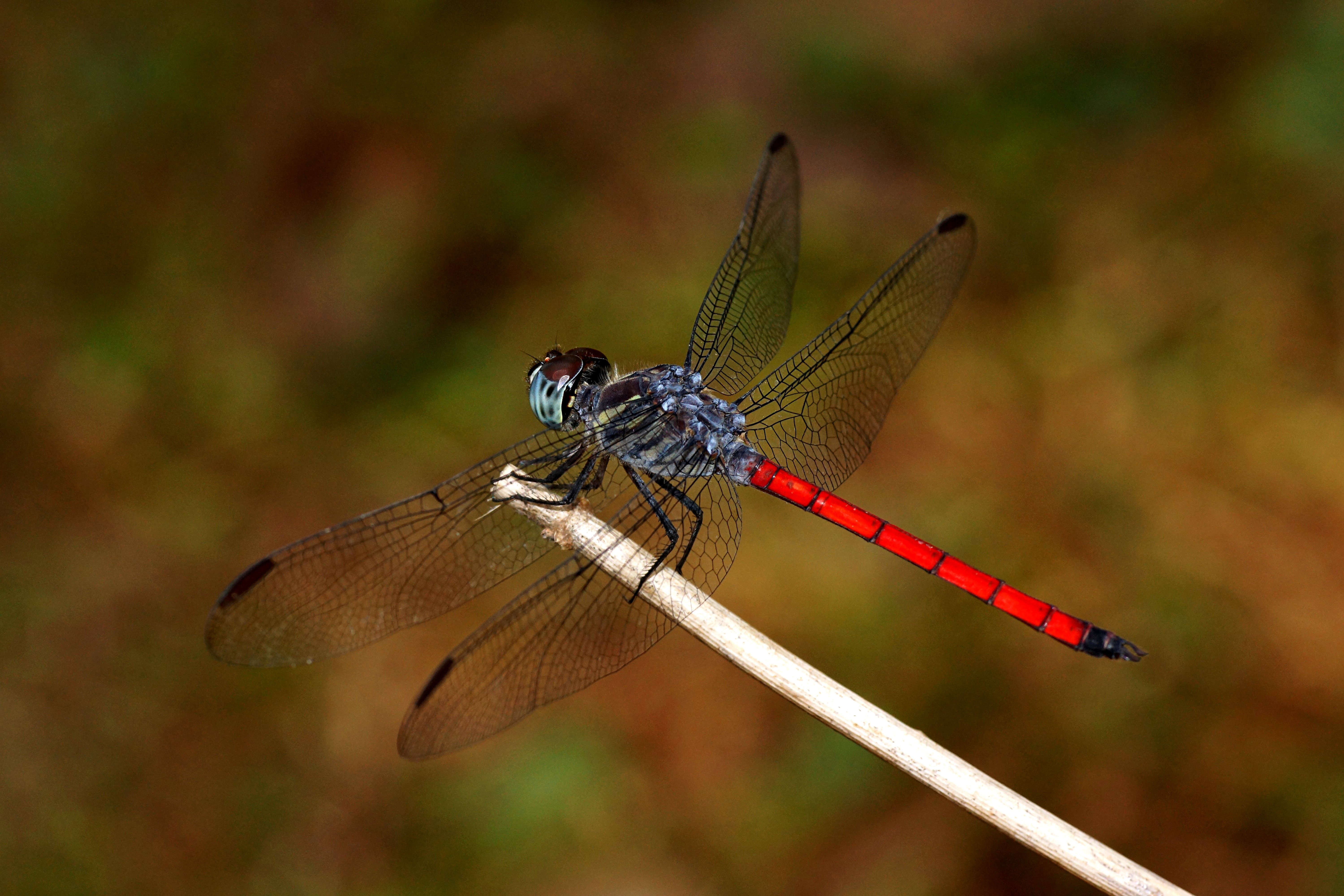
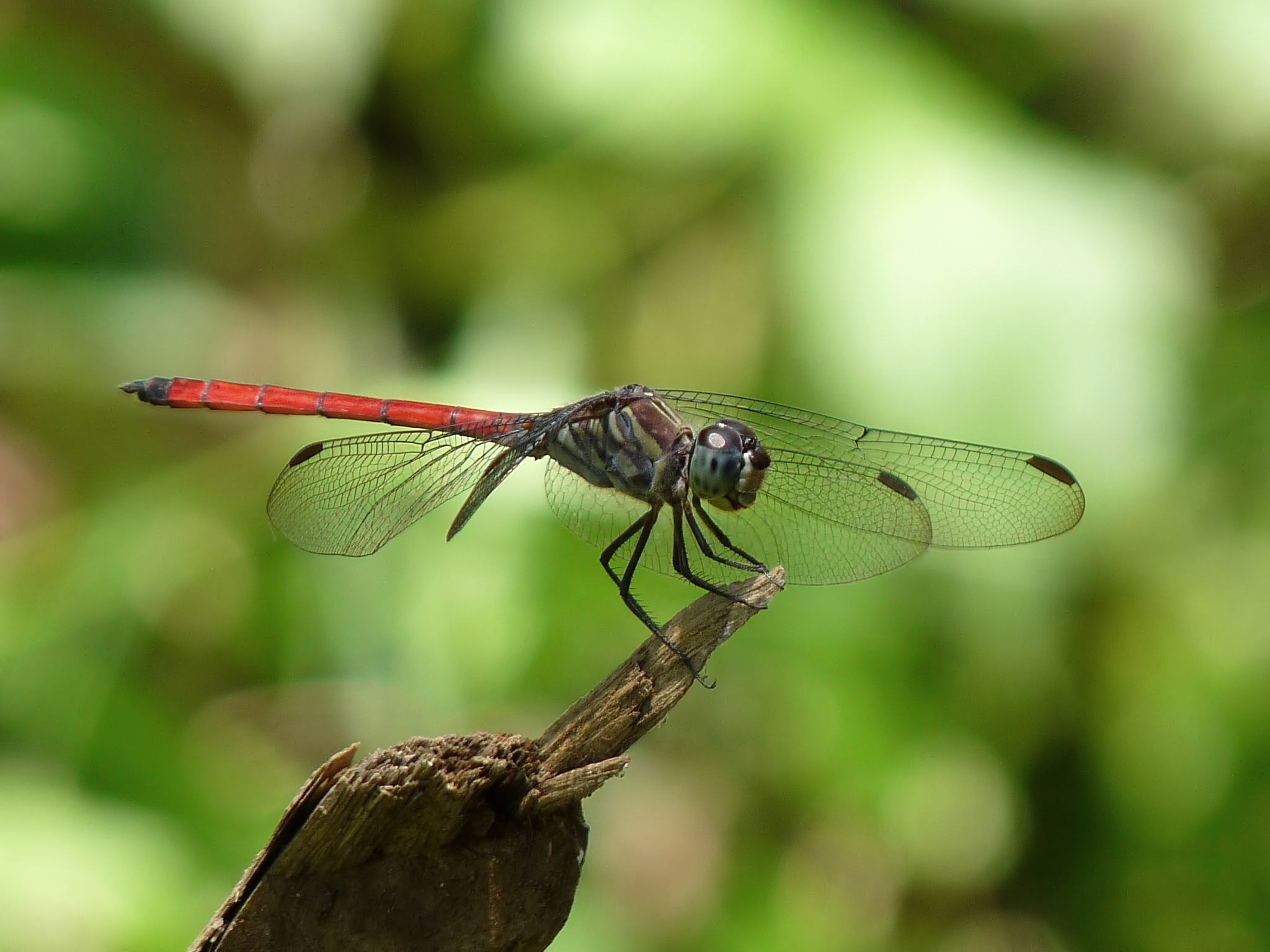
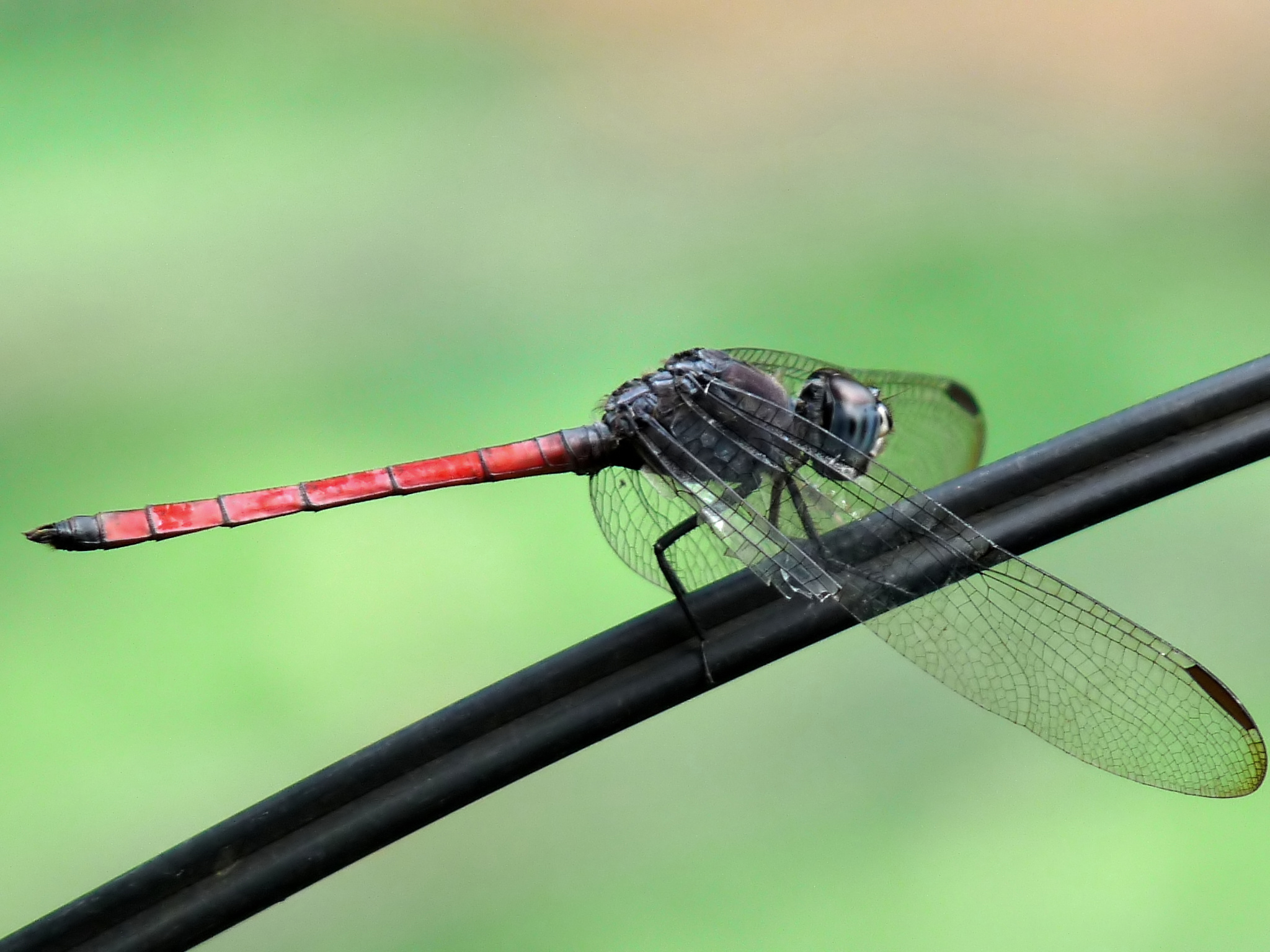